# Pfohl
Pfohl was een Frans merk dat in de jaren vijftig bromfietsen produceerde.
Deze machientjes kwamen rond 1954 op de markt. Het waren zeer eenvoudige, kettingaangedreven bromfietsen met een - eveneens Franse - Myster-tweetaktmotor, zonder versnellingen. De tank zat achter de zadelpen. Het kleine merk ondervond veel concurrentie van de - in die tijd populaire - Italiaanse bromfietsen en de drie grote Franse merken Velosolex, Motobécane en Peugeot en verdween al snel van de markt.